# Zisterzienserinnenabtei Sant Hilari de Lleida
Die Zisterzienserinnenabtei Sant Hilari de Lleida war von 1204 bis 1718 ein Kloster der Zisterzienserinnen in Lleida, Provinz Lleida in Katalonien.

## Geschichte
Elvira von Subirats, Gemahlin des Grafen Ermengol VIII. von Urgell, stiftete 1204 vor den Mauern von Lleida (auf dem Weg nach Monzón, am Ort der heutigen Universitätsklinik) das Nonnenkloster Sant Hilari („Hilarius“), das 1220 vom Papst bestätigt und mit Zisterzienserinnen des Klosters Vallbona besiedelt wurde. Elviras Tochter Aurembiaix wurde 1231 im Kloster bestattet. 1604 nahm der Konvent die Nonnen des geschlossenen Klosters El Pedregal auf. 1640 wechselte der Konvent in die Stadt. Als das Kloster im Spanischen Erbfolgekrieg durch König Philipp V. zerstört wurde, gingen die Nonnen 1718 in das für sie gestiftete Kloster El Patrocinio in Tamarite de Litera. Heute erinnert in Lleida die Straße Carrer de Sant Hilari an das einstige Kloster.